# Samsung Galaxy Tab S3
Samsung Galaxy Tab S3 — планшетний комп'ютер на базі Android від компанії Samsung Electronics, що входить до лінійки Samsung Galaxy Tab. 
Світовий анонс планшету відбувся в лютому 2017 року.

## Зовнішній вигляд
Корпус Samsung Galaxy Tab S3 виконаний з металу та загартованого скла із захисною функцією. 
Екран займає 73% передньої панелі апарату, решта - рамка екрану. 
Стилус, що додається до планшета кріпиться за допомогою магнітів на боковій панелі.
В Україні планшет доступний у 2 кольорах — чорний та срібний.

## Апаратне забезпечення
Samsung Galaxy Tab S3 має чотири ядерний процесор Qualcomm Snapdragon 820: 2 ядра Kryo 260 Gold з частотою 2.15 ГГц та 2 ядра Kryo 260 Silver з частотою 1.6 ГГц. Графічне ядро  — Adreno 530.
Дисплей планшету Super AMOLED з діагоналлю 9,7" (1536 × 2048), співвідношенням сторін 4:3, щільність пікселів  — 264 ppi. 
Внутрішня  пам'ять становить 32 ГБ, оперативна пам'ять 4 ГБ.
Існує можливість розширення пам'яті шляхом використання microSD картки (до 256 ГБ).
Акумулятор незнімний Li-Pol 6000 мА·год із можливістю швидкісного заряджання пристроєм на 18 Вт. 
Основна камера — 13 МП з автофокусом (широкий кут), спалахом та можливістю запису відео в форматі 4К 30 кадрів на секунду.  
Фронтальна камера 5 МП (f/2.2). 

## Програмне забезпечення
Операційна система телефону — Android 7.0 (Nougat) з фірмовою оболонкою One UI.
Підтримує стандарти зв'язку: 2G GSM, 3G WCDMA, 4G LTE.
Бездротові інтерфейси: Wi-Fi 802.11 a/b/g/n/ac, Wi-Fi Direct, hotspot, Bluetooth 4.2, A2DP, LE.
Підтримує навігаційні системи: GPS, A-GPS, ГЛОНАСС.
Планшет має роз'єм USB 3.0
Додаткові датчики: акселерометр, гіроскоп, ANT+, 4 динаміки AKG, датчик відбитка пальця.